# 平野鈴
平野 鈴（ひらの れい）は、日本の俳優。

## 経歴
2010年度ENBUゼミナール映像俳優コースを卒業する。在学中より舞台作品に参加する。2012年、同コースの修了作品である濱口竜介監督作品『親密さ』の主演を務め、同作劇中劇の舞台演出も手がけた。2013年、俳優の染谷将太が監督を務めた自主制作ショートムービー『シミラー バット ディファレント』で主演を務める。

## 出演

### 長編映画
- 親密さ（2012年、監督：濱口竜介） - 主演・令子 役
- 東京戯曲（2014年、監督：平波亘）
- 5つ数えれば君の夢（2014年、監督：山戸結希） - 女 役
- 過激派オペラ（2016年、監督：江本純子）
- 64-ロクヨン-（2016年、監督：瀬々敬久） - 秘書課員 役
- PARKS (2017年、監督:瀬田なつき)
- 若さと馬鹿さ（2019年、監督：中村祐太郎）
- よどみなく、止まない(2019年、監督:芝山健太)
- 僕の一番好きだった人（2022年、監督：上村奈帆）-主演・悠 役
- くまをまつ（2025年、監督：滝野弘仁監督） - 主演・ややこ 役[3]

### 短編映画
- シミラー バット ディファレント（2013年、監督：染谷将太） - 主演
- 彼女がドレスを脱ぐ理由（2014年、監督：谷口雄一郎）
- TEN GOODBYES #1「IS THIS WHAT DEMOCRACY LOOK LIKE?」（2016年、監督：滝野弘仁・高畑鍬名）

### 舞台
- 『幕末太陽傳』（2015年9月、本多劇場、演出：江本純子）
- 浮世企画『ザ・ドリンカー』（2016年2月、下北沢駅前劇場、演出：今城文恵）
- ちーちゃん短編をやろうよvol.1『好きだ』（2019年4月、新宿眼科画廊 スペースO、演出：倉本朋幸）
- 韓国現代戯曲ドラマリーディング ネクストステップVol.1『青々とした日に』（2023年1月、座・高円寺１、演出：藤原佳奈）-演出助手、衣装
- 『夜明けに、月の手触りを』から、展～2023東京編～ （2023年9月17日、三茶PLAYs、演出：藤原佳奈）
- 東京演劇道場　ワーク・イン・プログレス／Dojo WIP　『再生』（2023年11月22日 (水) ～11月26日 (日)、シアターイースト、演出：李そじん　藤井颯太郎）

### MV
- butaji『free me』(2021年、監督:上山悠二)
- SWANKY DOGS『季節の変わり目に』(2022年、監督:上村奈帆)
- 曽我部恵一『愛と言え』(2023年、監督:平波亘)

### CM
- クリアアサヒ『みんながほめる 櫻井』篇（2019年）